# Mauricio Caranta
Mauricio Caranta, né le 31 juillet 1978 à Bell Ville, est un footballeur argentin évoluant au poste de gardien de but. Il a effectué toute sa carrière en Argentine entre les clubs de l'Instituto Atlético Central Córdoba, Boca Juniors et Club Atlético Lanús à l'exception d'une année dans le club mexicain de Santos Laguna.

## Carrière de footballeur
Caranta commence sa carrière à l'Instituto Atlético Central Córdoba en 1999. Il aide son club à remporter le tournoi d'ouverture du Championnat d'Argentine de Nacional-B en 2004, permettant au club d'accéder à la Primera División (première division). Il y joue 139 matchs sous les couleurs du club de Córdoba.
En 2005, il rejoint le Mexique et le club de Santos Laguna. Il fait 47 apparitions avant de revenir en Argentine rejoindre l'un des grands clubs de Buenos Aires le Boca Juniors en 2007. Il y fait ses débuts sous ses nouvelles couleurs le 10 février 2007 avec une victoire 4-0 contre le Club Atlético Banfield. Il devient le premier choix de l'entraîneur pour la Copa Libertadores 2007, compétition dans laquelle Boca Juniors accède à la finale qu'il remporte sur le club brésilien de Grêmio Foot-Ball Porto Alegrense en juin 2007. Il participe également en fin de l'année 2007 à la Coupe du monde des clubs où Boca perd en finale 2-4 contre le club italien de l'AC Milan au Nissan Stadium à Yokohama le 16 décembre 2007. En août 2008, il remporte un nouveau titre avec la Recopa Sudamericana contre l'Arsenal Fútbol Club.
Il poursuit sa moisson de titres avec le tournoi d'ouverture du Championnat d'Argentine 2008. Cependant, il entre en conflit avec son club car il souhaite être transféré. Cela est chose faite le 26 mars 2009 en signant au Club Atlético Lanús.

## Palmarès
- Recopa Sudamericana : 2008.
- Copa Libertadores : 2007.
- Champion d'Argentine : 2008 (tournoi d'ouverture).
- Champion d'Argentine de D2 : 2004.